# Сокол в геральдике
Сокол (нем. Der Falke; фр. faucon; англ. falcon) — естественная негеральдическая гербовая фигура.
Символ благородства, рыцарства, идеального соединения таких качеств мужчины, как храбрость и ум, с силой и красотой, с данной символикой он перешёл в гербы. Сокол с колпачком надетым на голову, символ надежды на свет и свободу. Как символ агрессии встречается крайне редко.

## Современность
Со времён средневековья и до наших дней символ сокола, в силу его многообразия, употреблялось общественными движениями и социальными слоями, в различных странах Скандинавии, Центральной Европы, Арабском Востоке и России.
В связи с тем, что в арабском мире сокол с эпохи средневековья широко использовался, как ловчая птица при дворе великих халифов, а также иных исламских монархов (султанов, эмиров, ханов), сокол приобрёл статус эмблемы верховного правителя или монарха, а также лиц тесно с ними связанных. Отсюда все страны, ранее составляющие земли широкой империи халифов, по традиции используют эмблему сокола, как главную государственную эмблему и вводят её в свои гербы: Сирия, Ирак, Йемен, Ливия, Египет, Кувейт, подчёркивая, что все они произошли от одного корня.

## Геральдика
В Западноевропейской геральдике, изображение сокола сидящего на руке рыцаря означает  знак герцогского (графского и маркграфского) происхождения и достоинства.
Белый сокол на родовом гербе Анны Болейн, второй жены английского короля Генриха VIII, предвосхитил страстность её натуры и жажды власти, которые подвигли короля на разрыв с католической церковью.
В русской геральдике коронованный сокол был гербом Суздальского княжества, одного из древнейших русских княжеств на Севере, откуда поставлялись в Киевскую Русь, Западную Европу и на арабский Восток полярные (белые) соколы и кречеты. В настоящее время является гербом Суздаля, Вознесенска, Красноуфимск.
В период 1814-1944 годов, белый сокол с короной на синем поле являлся эмблемой королевского штандарта датского короля, как владетеля Исландии и служил Исландским гербом.
Не малое место в средневековой геральдике, а также геральдике XVII-XVIII веков занимали предметы, связанные с соколиной охотой: соколиные уборы, колпачки и перчатки.

### Блазонирование
Изображение соколов в родовых гербах не так уж и много и в основном это говорящие гербы. Соколы в гербах изображаются: "сидящий" (если имеется опора манок или кулак), "взлетающий" (готовый подняться в воздух, два крыла расправлены), "летящий", "хватающий" (добычу). Если клюв, глаза, когти или лапы отличаются от общего цвета птицы, то это описывается в гербе. Указывается также цвет специального снаряжения: колпачок (держал птицу в темноте и был украшен плюмажем), манок (шнурок или силок с кольцом прикреплялся к лапе птицы, как путы), бубенчики. Если в нашлемнике изображалась голова сокола, то она называлась — "отсечённой".
Иногда соколов смешивают с ястребами и даже орлами, поэтому необходимо смотреть описание герба.

## Галерея

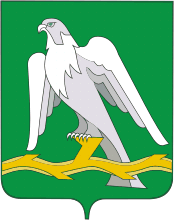
Герб Красноуфимска
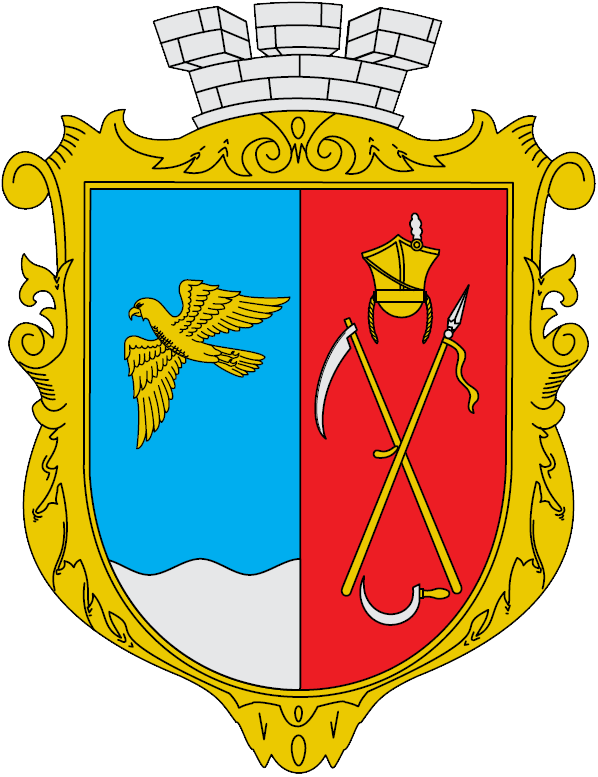
Герб Вознесенска
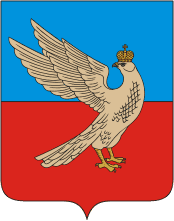
Герб Суздаля